# Kolegium Nauk Społecznych i Administracji
Kolegium Nauk Społecznych i Administracji do 2008 roku jedno z dwóch kolegiów działające na Politechnice Warszawskiej. Kształcił studentów na kierunku Administracja w trybie stacjonarnym i niestacjonarnym, na poziomie licencjackim i magisterskim.
W 2008 roku Kolegium Nauk Społecznych i Administracji zostało przekształcone w Wydział Administracji i Nauk Społecznych Politechniki Warszawskiej.